# 손선지
손선지(孫善智, 1820년 ~ 1866년 12월 13일)는 조선의 천주교 박해 때에 순교한 한국 천주교의 103위 성인 중에 한 사람이다. 세례명은 베드로(Petrus)이다.

## 생애
손선지는 1820년에 충청도 임천의 괴인돌 마을에서 태어났다. 그는 태어났을 때, 그의 아버지가 천주교 예비 신자였지만, 모태 신자는 아니었다. 그럼에도 불구하고, 그는 유아세례를 받았고 그의 아버지에게 교리와 독실한 신앙 생활을 배웠다.
그가 16살 되던 때부터, 그의 덕행이 이웃들 사이에서 알려지기 시작했다. 그가 어른이 되자마자, 샤스탕 신부는 그를 교리 교사로 임명했다. 손선지는 순교할 때까지 그 의무를 매우 충실히 수행하였다. 그는 결혼하여 두 명의 자식을 두었다.
손선지는 전라도 전주 대성동(현재 완주군 소양면 신원리)의 교우촌에 살았는데, 그의 집이 그가 세례를 주고 사람들을 가르치는 선교지로 사용되었다. 많은 사람들이 그의 집에 와서 기도했다.
1866년 가을 수확철에, 손선지는 그의 집을 지나가는 한 무리의 장작꾼들에게 곧 매우 혹독한 박해가 일어날 것이라는 소리를 들었다. 1866년 12월 3일 주일 미사가 끝나고, 그는 집 밖에서 누군가가 자신의 이름을 부르는 소리를 들었다. 그는 뒷문을 통해 아내와 자식들을 대피시켜 놓고, 정문호 바르톨로메오, 한원서 베드로 등과 함께 포도대에 체포되었다.
그 무렵, 천주교인이 아닌 손선지의 어머니가 관장을 찾아가서 아들 손선지의 목숨을 살려달라고 빌었다. 관장의 부관은 손선지가 먼저 배교를 해야한다고 말했지만, 손선지는 그러지 않았다.
다음날, 손선지와 일곱명의 죄수는 전주 감옥에 수감되었다. 극심한 고문도 그를 배교시킬 수 없었다. 그는 옥중에서도 교우들을 위로하고 격려하였다. 형리는 손선지가 회장인 것을 알고는, 더 가혹하게 그를 고문했다. 손선지는 팔이 부러졌고, 누군가의 도움 없이는 먹을 수도 마실 수도 없게 되었다. 그는 평온하게 모든 고문과 고통을 견뎌냈다.
손선지가 순교를 위해 압송될 즈음, 그는 그가 입던 옷가지를 한 동료 수감자에게 주었다. 처형 직전에 그는 기도를 올렸는데, 그는 예수와 마리아의 이름을 중얼거렸다. 그는 1866년 12월 13일 47세의 나이로 전주 숲정이에서 참수되므로 순교하였다.

## 시복 · 시성
손선지 베드로는 1968년 10월 6일에 성 베드로 대성당에서 교황 바오로 6세가 집전한 24위 시복식을 통해 복자 품에 올랐고, 1984년 5월 6일에 서울특별시 여의도에서 한국 천주교 창립 200주년을 기념하여 방한한 교황 요한 바오로 2세가 집전한 미사 중에 이뤄진 103위 시성식을 통해 성인 품에 올랐다.

## 참고 문헌
- 가톨릭 사전: 손선지 보관됨 2015-04-02 - 웨이백 머신
- Catholic Bishop's Conference Of Korea. 103 Martryr Saints: 손선지 베드로 Petrus Son Son-ji